# Lichtenau, Mittelsachsen
Lichtenau là một đô thị trong huyện Mittelsachsen, bang tự do Sachsen, nước Đức. Đô thị Lichtenau, Mittelsachsen có diện tích km², dân số thời điểm ngày 31 tháng 12 năm 2005 là người.